# Jemison (Alabama)
Jemison é uma cidade  localizada no estado americano de Alabama, no Condado de Chilton.

## Demografia
Segundo o censo americano de 2000, a sua população era de 2248 habitantes.
Em 2006, foi estimada uma população de 2550, um aumento de 302 (13.4%).

## Geografia
De acordo com o United States Census Bureau, a localidade tem uma área de 21,1 km², dos quais 21,0 km² cobertos por terra e 0,1 km² cobertos por água.

## Localidades na vizinhança
O diagrama seguinte representa as localidades num raio de 24 km ao redor de Jemison.